# Accidents Polipoètics
Accidents Polipoètics fue un grupo de Polipoesía formado por Rafael Metlikovez (Canovelles, 1964-2017) y Xavier Theros (Barcelona, 1963) que combina poesía, performance y humor.

## Historia
Fundado en 1991, su primera actuación fue en Granollers. Desde entonces, han publicado tres libros, un CD y diversas colaboraciones discográficas con gente como Radio Futura, Alius, Oriol Perucho, Pascal Comelade, Frank T, Alfonso Vilallonga, Big Toxic, Joan Saura, Orquesta del Caos, Jaume Sisa o Antón Reixa.
Considerados como uno de los exponentes de la poesía contemporánea europea, sus textos han sido traducidos al catalán, inglés, alemán, italiano, portugués y griego. De su obra poética destacan los espectáculos de poesía "Polipoesía Urbana de Pueblo" (1991) Y "Más triste es robar" (1997), por los que ganaron un Aplauso en el premio Sebastià Guasch de 1997, concedido en la Fundació Miró por su aportación a las artes para-teatrales. Más tarde ganarían el Slam Poetry de Roma, el año 2007.
Han sido dos veces invitados al festival Poliphonix, fundado por los poetas Allen Ginsberg y Jean Jacques Lebel (una vez en el CCCB de Barcelona y otra en el centro Georges Pompidou de París). Asimismo han participado en diversos festivales de poesía en París, Berlín, Oporto, Roma, Milán o Monfalcone (Italia), Colombia, México o los Estados Unidos. 
Compartiendo escenario con gente como Joan Brossa (que los definió como "poesía de Fiesta Mayor"), Joan Perucho (que escribió de ellos: "Hay que tener mucho valor para hacer lo que hacen"), Enric Casasses, Jesús Lizano, Josep Palau i Fabre o Carles Santos. O con los poetas Lessego Rampolokeng, Lyndon Kwesi Johnson, John Giorno, Julien Blaine, Lello Voce, Bernard Heisieck, Jean Jacques Lebel o los lisboetas Copo. También han sido incluidos en la prestigiosa web alemana Lyrikline, dedicada a la poesía contemporánea de todo el mundo. Últimamente presentaron los primeros textos en catalán de su carrera, dentro de la Semana de Poesía de Barcelona (2007). En noviembre de 2011 estrenaron en l'Espai Brossa de Barcelona "Ontología General", un recital poético conmemorativo de su 20 aniversario (1991-2011). En mayo de 2013, también en el Espai Brossa, presentaron "Baby Bum", su último espectáculo, una miscelánea de aforismos, poesía y performance que se volvió a representar en el mismo sitio en mayo de 2014. Su última actuación tuvo lugar en Ripoll, en 2014. Y en Milán, en diciembre de 2016. 

## Teatro
En cuanto a la vertiente teatral, han estrenado cuatro espectáculos:
- Pim, pam, pum Lorca (1998)
- Soltero busca o El cuelgue de los hábitos (2001)
- Franco ha muerto o Cómo idiotizar a un pollo (2005)
- Fe, esperanza y Chachachá (2007).

Asimismo, han colaborado en dos espectáculos de La Fura dels Baus ("Manes" en 1997 y "Óbit" en 2004), para quienes también redactaron la presentación de su página web. Con las compañías de danza de Sol Picó ("Razona la vaca") y Xevi Dorcas. O con Antonio Escohotado y Mil Dolores Pequeños en la campaña anti-prohibicionista "De la piel pa dentro mando yo". También han colaborado, juntos y en solitario, en el diario El País. 
Participaron en diversos recopilatorios de video-poesía como: "Videopoesia catalana del segle XX", antología realitzada per Habitual Video Team (Lis Costa i Josep M. Jordana), Propost.org, 2001 (DVD). "PEVB-Poesia en Viu a Barcelona (1991-2003)", Projectes poètics sense títol - propost.org amb el suport de Habitual Video Team, Barcelona, 2004 (DVD). O "Poetases", poesía musicada i recitada per Juan Crek, La Olla Expréss, 2006 (CD). Así como en el cortometraje "Más triste es robar, junto a los cineastas André Cruz, Luis de la Madrid y Pere Pueyo, considerado una de las piezas más conocidas de video-poesía española y mostrado en diversos festivales de poesía de España, Europa y América Latina.

## Discografía
- Polipoesía Urbana De Pueblo (Por Caridad Producciones, 1995)